# Александар Баришић
Александар Баришић Барни (Београд, 6. октобар 1966 — Београд, 12. септембар 2017) био је српски драматург, сценариста и новинар.
Заврио је Факултет драмских уметности у Београду, а широј јавности остао је упамћен као сценариста филмова Како је пропао рокенрол, Слатко од снова и филма Црни бомбардер, који је био његов дипломски рад на факултету.

## Биографија
Рођен је 6. октобра 1966. године у Београду. Студирао је Факултет драмских уметности у Београду завршио је 1993. године на одсеку Драматургије.
Аутор је сценарија дугометражних играних филмова Како је пропао рокенрол (сегмент Није све у љубави), Слатко од снова и Црни бомбардер.
У омладинском позоришту ДАДОВ игран је његов драмски текст Kapetan Koča don't surf (1998), а у Студентском културном центару Београд, комад Пролеће је, вратио се Патак — Београдске приче (1993).
Осамдесетих година радио је као новинар и писао текстове за забавно—музички програм Радио—телевизије Србије, а био је и сарадник Студија Б у емисији Ритам срца. Током каријере новинара, једно време радио је и као уредник драмског програма на Радију Б92, на коме је две године емитован серијал Радио Колумбија. На Радију Сарајево емитованa је његова драма Ванвременски људи.
Написао је драме Алигатори (2000) и Џони Невидљива гитара (2002) у издању Књиготеке.
Преминуо је 12. септембра 2017. године у Београду у 51. години.

### Сценариста
| Год.    | Назив                                               | Улога      |
| ------- | --------------------------------------------------- | ---------- |
| 1980-те |                                                     |            |
| 1989.   | Како је пропао рокенрол (сегмент Није све у љубави) | сценариста |
| 1989.   | Ординарна прича                                     | сценариста |
| 1990-те |                                                     |            |
| 1992.   | Црни бомбардер                                      | сценариста |
| 1994.   | Слатко од снова                                     | сценариста |
| 2000-те |                                                     |            |
| 2001.   | Тотално љубоморан                                   | сценариста |
| 2003.   | Ох, како волим да пландујем                         | сценариста |